# Walter A. Shewhart
Walter Andrew Shewhart (ur. 18 marca 1891 w New Canton, zm. 11 marca 1967 w Troy Hills) – amerykański fizyk, inżynier i statystyk, często nazywany ojcem statystycznej kontroli jakości.

## Życiorys
Ukończył studia na Uniwersytecie Illinois, natomiast w 1917 uzyskał tytuł doktora fizyki na Uniwersytecie Kalifornijskim w Berkeley.
W. Edwards Deming powiedział o nim: „Jako statystyk był, podobnie jak wielu z nas, samoukiem, z dobrą wiedzą o fizyce i matematyce.”
Wynalazł Cykl PDCA oraz kartę kontrolną, wykorzystywaną w zarządzaniu jakością.